# Les Cadiretes
|  | Per a altres significats, vegeu «puig de les Cadiretes». |

Les Cadiretes és una petita cinglera del municipi de Conca de Dalt, a l'antic terme de Toralla i Serradell, dins de l'àmbit del poble de Rivert, al Pallars Jussà. És el vessant septentrional del Serrat de la Rebollera, al nord-oest de Rivert. És a la dreta del barranc de Palomera i al sud de l'Espluga de Castilló.